# Bisha
Bisha és un uadi i un oasi de la part occidental de l'Aràbia Saudita; l'oasi ocupa uns 40 km al llarg del uadi del mateix nom que neix a l'est d'Abha a les muntanyes d'Asir i corre en direcció nord uns 650 km i s'uneix al uadi Ranya per acabar desaiguant al uadi Tathlith i al uadi al-Dawasir.
L'oasi és famós pels seus dàtils d'alta qualitat; els beduïns crien camells de la raça awarik (que mengen fulla d'arak). Les principals viles són Nimran i al-Rawshan, la primera un mercat regional i la segona amb la residència del governador saudita.